# Reginaldo Sant'Anna
Reginaldo Lemos de Sant'Anna foi um economista e intelectual brasileiro, que destacou-se por traduções técnicas de alta complexidade, tal como a do O Capital de Karl Marx. 

## Biografia
Sant'Anna nasceu na Bahia, mas ainda muito jovem mudou-se para o Rio de Janeiro, a fim de concluir seus estudos. Formou-se em Economia, seguindo carreira no Ministério da Fazenda, onde trabalhou por toda vida, paralelamente às traduções técnicas de textos de economia do inglês, do francês, do alemão, e até do russo, para o português. A tradução de O Capital foi feita sobre o original em alemão. Sua primeira edição foi às livrarias nos anos 1960, pela editora Civilização Brasileira, sendo posteriormente reeditada por outros selos . A tradução de Sant'Anna foi a primeira em língua portuguesa a abranger a íntegra dos três livros que compõem a obra de Marx, e incluiu também a tradução dos volumes relativos ao assim chamado Livro IV ou As Teorias da Mais-Valia. 
Casou-se com Lêda Corrêa Maldonado, não deixando, entretanto, geração de seu casamento. Sant'Anna faleceu no Rio de Janeiro, em 1999.